# روت نونیس
روت نونیس (اسپانیایی: Ruth Núñez‎؛ زادهٔ ۷ آوریل ۱۹۷۹) بازیگر اهل اسپانیا است.
از فیلم‌ها یا مجموعه‌های تلویزیونی که وی در آن‌ها نقش داشته‌است می‌توان به دختر بوسنیایی، من بئا هستم (نسخۀ اسپانیایی بتی بی‌ریخته)، دردسر قریب‌الوقوع و بیمارستان مرکزی اشاره نمود.